# NellyRodi
Ne doit pas être confondu avec Nelly Rodi, mère de la fondatrice.
NellyRodi est une agence de conseil fondée en 1985 par la styliste Nelly-Claire Rodi. Son fils Pierre François Le Louët lui a succédé en 2003.  
Célèbre dans le monde de la mode, l'agence parisienne Nelly Rodi est située Cour Cadet dans l'ancien hôtel Cromot du Bourg.   
Cette agence édite des cahiers de tendances et accompagne les marques des industries créatives dans la compréhension des nouveaux standards  de consommation et des nouveaux usages via du conseil marketing stratégique,.  

## Histoire
Nelly-Claire Rodi travaille en France pour l'institut de la laine Woolmark puis l'institut international du Coton, et élabore les premières tendances à destination des tisseurs et des confectionneurs. Elle travaille ensuite pour André Courrèges avant de devenir indépendante.
L'agence NellyRodi est créée à Paris en 1985 comme bureau de style. À partir de cette époque, l'agence est reconnue pour ses cahiers de tendances dans plusieurs domaines comme le design, la mode, la beauté ou la maison. Ces « cahiers » sont une référence. 
Pierre-François Le Louët, anciennement chez l'Oréal, est nommé en 2003 président et CEO de l'entreprise,. Depuis 2016, Pierre François Le Louët est aussi président de la Fédération française du prêt-à-porter féminin (Ffpapf), vice-président de l’Union française des industries mode & habillement (Ufimh) et membre du bureau de l’Institut français de la mode (Ifm) dont il est diplômé. 
Nathalie Rozborski est nommée en 2017 directrice générale adjointe de l'agencejusqu'en 2021.
NellyRodi est lauréat en 2019 d'un appel à projets de la Mairie de Paris, l'agence investit les locaux de l'hôtel Cromot du Bourg, 9 rue Cadet à Paris
Après un développement au niveau national, NellyRodi s'internationalise avec l'ouverture d’une filiale au Japon en 1987 puis une à New York en 2016, ainsi qu'un rapprochement dès les années 2000 avec la Chine.  
NellyRodi est représentée dans 16 pays, et emploie une centaine de salariés dans le monde, dont une trentaine au sein de la maison mère à Paris. Dans les années 2020, l'activité cahiers de tendances ne représente plus qu'un quart des activités de l'agence, celle-ci s'étant diversifiée également vers du « conseil en stratégie pour les marques », une activité devenue principale pour l'agence.

## Secteurs
L'entreprise touche différents secteurs : mode, textile, lingerie, décoration, design, beauté, médias, technologie, gastronomie, art de vivre, voyage, digital,,,, aussi bien par exemple pour la grande distribution que pour le luxe,. Les cahiers de tendances de l'entreprise sont une source d'inspiration, même s'ils ont perdu leur influence élevée des années 1980 à 90,.